# Nikolaj Kamenski
Pour les articles homonymes, voir Kamenski.
Nikolaï Andreïevitch Kamenski (né le 17 octobre 1931 à Moscou (RSFSR) et mort le 21 juillet 2017 à Moscou (Russie)) est un sauteur à ski soviétique.

## Palmarès

### Jeux Olympiques
| Épreuve / Édition | Squaw Valley 1960 | Innsbruck 1964 |
| Petit Tremplin    | 4e                | 21e            |
| Grand Tremplin    |                   | 38e            |

### Championnats du monde
| Épreuve / Édition | Zakopane 1962 |
| Grand Tremplin    | Argent        |

### Tournée des quatre tremplins
- Vainqueur de l'édition 1956.